# Altán Bellevue
Altán Bellevue je postaven na návrší (450 m n. m.) v parku městské části Drahovice mezi ulicemi Bezručova a Máchova severovýchodně nad lázeňským centrem Karlových Varů.

## Historie
Altán stojí na místě původně zvaném Šibeniční vrch (něm. Galgenberg), kde až do zrušení hrdelního soudnictví v roce 1786 stávalo staré karlovarské městské popraviště se šibenicí. Popravovalo se zde od prosince 1593, kdy město získalo od Rudolfa II. hrdelní právo
. Odsouzení stoupali k popravišti Ondřejskou ulicí a dále kolem pískovcové sochy Panny Marie neposkvrněného početí, kde se mohli před popravou pomodlit. Socha je na stejném místě dodnes (2019). Panna Marie stojící na hadovi, který obtáčí Zemi, představuje symbol vítězství nad ďáblem.
Altán – v době vzniku Tempel Bellevue – byl postaven na podzim roku 1834 původně jako vyhlídkový na odlesněném návrší. Dne 15. června 1885 musel být pro špatný stav stržen a znovu byl jako dřevěný vystavěn. V roce 1989 proběhla jeho celková rekonstrukce.

## Popis
Jedná se o otevřený kruhový altán se středovým pilířem a osmi sloupy po obvodu. Zakončen je oplechovanou kruhovou kupolí posazenou na jednoduché římse. Mezi sloupy je umístěno dřevěné zábradlí a jsou postaveny lavičky. Podlaha je vyskládána ze žulových kostek. K altánu vede krátké mírné schodiště vydlážděno týmiž kamennými kostkami.
Postupem času ztratil altán svoji původní funkci vyhlídkové stavby. Obklopily jej vzrostlé stromy, které znemožňují výhled na lázeňské město v údolí. Přesto nabízí odpočinek při procházkách v této části Karlových Varů. Je celoročně volně přístupný.